# 本蒂亚巴河
本蒂亚巴河（葡萄牙語：Bentiaba），或称圣尼古拉斯河（葡萄牙語：Rio de São Nicolau），是安哥拉西南部的一条河流，流入大西洋，河口位于纳米贝省靠近本蒂亚巴处。
本蒂亚巴河岸堆积有许多白垩纪时期的化石，包括滄龍科动物。本蒂亚巴河也是一白垩纪骨层名称的来源。